# La Bảo Minh
La Bảo Minh (tiếng Trung: 罗保铭; sinh tháng 10 năm 1952) là chính khách nước Cộng hòa Nhân dân Trung Hoa. Ông từng là Tỉnh trưởng Chính phủ Nhân dân tỉnh Hải Nam và Bí thư Tỉnh ủy tỉnh Hải Nam kiêm Chủ nhiệm Ủy ban Thường vụ Đại hội đại biểu nhân dân tỉnh Hải Nam.

## Tiểu sử

### Thân thế
La Bảo Minh là người Hán sinh ngày 26 tháng 10 năm 1952 tại thành phố Thiên Tân.

### Giáo dục
Tháng 11 năm 1978 đến tháng 9 năm 1981, La Bảo Minh theo học chuyên ngành tiếng Trung Quốc khoa tiếng Trung Quốc tại Trường chuyên khoa Sư phạm Thiên Tân nay thuộc Đại học Sư phạm Thiên Tân.
Tháng 9 năm 1991 đến tháng 1 năm 1995, ông theo học chuyên ngành lịch sử nhà Minh và nhà Thanh Trung Quốc, Viện Lịch sử thuộc Đại học Nam Khai và được trao học vị thạc sĩ.

### Sự nghiệp
Tháng 5 năm 1969, thời kỳ Cách mạng Văn hoá, La Bảo Minh tham gia công tác là Tiểu đội trưởng, Phó Trung đội trưởng, Phó Chỉ đạo viên của Binh đoàn sản xuất và xây dựng Nội Mông Cổ. Tháng 8 năm 1971, ông gia nhập Đảng Cộng sản Trung Quốc. Tháng 12 năm 1973, La Bảo Minh về làm công nhân rồi được cử làm Phó Bí thư Chi bộ Đảng phân xưởng của nhà máy nguyên kiện vô tuyến điện 3 Thiên Tân.
Tháng 9 năm 1981, sau khi tốt nghiệp, La Bảo Minh tham gia công tác tại tổ chức Đoàn Thanh niên Cộng sản Thành ủy Thiên Tân tức Thành Đoàn Thiên Tân. Tháng 3 năm 1984, ông được bổ nhiệm làm Chủ nhiệm Phòng Nghiên cứu Đoàn Thanh niên Cộng sản Thành ủy Thiên Tân. Tháng 11 năm 1984, ông được bổ nhiệm giữ chức Phó Bí thư Đoàn Thanh niên Cộng sản Thành ủy Thiên Tân. Tháng 11 năm 1985, ông được bổ nhiệm làm Ủy viên Thường vụ Ủy ban Trung ương Đoàn Thanh niên Cộng sản Trung Quốc khóa XII, Bí thư Đoàn Thanh niên Cộng sản Thành ủy Thiên Tân tức Bí thư Thành Đoàn Thiên Tân.
Tháng 4 năm 1992, La Bảo Minh được luân chuyển làm Phó Bí thư Khu ủy khu Đại Cảng, quyền Khu trưởng khu Đại Cảng, Thiên Tân. Tháng 3 năm 1993, ông chính thức được bầu giữ chức vụ Khu trưởng khu Đại Cảng. Tháng 10 năm 1994, ông được bổ nhiệm làm Bí thư Khu ủy khu Đại Cảng kiêm Khu trưởng khu Đại Cảng. Tháng 7 năm 1995, ông luân chuyển giữ chức Chủ nhiệm Ủy ban Thương mại thành phố Thiên Tân. Tháng 9 năm 1997, tại Đại hội Đảng Cộng sản Trung Quốc lần thứ 15, La Bảo Minh được bầu làm Ủy viên dự khuyết Ủy ban Trung ương Đảng Cộng sản Trung Quốc khóa XV. Tháng 10 năm 1997, ông được bổ nhiệm giữ chức Ủy viên Ban Thường vụ Thành ủy Thiên Tân, Chủ nhiệm Ủy ban Thương mại thành phố Thiên Tân. Tháng 12 năm 1997, ông được bổ nhiệm làm Ủy viên Ban Thường vụ Thành ủy Thiên Tân, Trưởng Ban Tuyên truyền Thành ủy Thiên Tân.
Tháng 7 năm 2001, La Bảo Minh được luân chuyển giữ chức Phó Bí thư Tỉnh ủy Hải Nam. Ngày 14 tháng 11 năm 2002, tại phiên bế mạc của Đại hội Đảng Cộng sản Trung Quốc lần thứ 16, ông được bầu lại là Ủy viên dự khuyết Ủy ban Trung ương Đảng Cộng sản Trung Quốc khóa XVI. Tháng 4 năm 2002, ông được bổ nhiệm làm Phó Bí thư Tỉnh ủy Hải Nam kiêm Trưởng Ban Tuyên truyền Tỉnh ủy Hải Nam. Tháng 9 năm 2002, ông thôi kiêm nhiệm chức vụ Trưởng Ban Tuyên truyền Tỉnh ủy Hải Nam.
Tháng 1 năm 2007, ông được bổ nhiệm làm Phó Bí thư Tỉnh ủy Hải Nam, Phó Tỉnh trưởng Chính phủ nhân dân tỉnh Hải Nam đồng thời tạm quyền Tỉnh trưởng tỉnh Hải Nam thay cho ông Vệ Lưu Thành. Tháng 2 năm 2007, ông chính thức được bầu giữ chức vụ Tỉnh trưởng Chính phủ nhân dân tỉnh Hải Nam. Ngày 21 tháng 10 năm 2007, tại Đại hội Đảng Cộng sản Trung Quốc lần thứ 17, ông được bầu làm Ủy viên chính thức Ủy ban Trung ương Đảng Cộng sản Trung Quốc khóa XVII. Ngày 29 tháng 1 năm 2008, tại Hội nghị lần thứ nhất của Đại hội đại biểu nhân dân khóa 4 tỉnh Hải Nam, ông được bầu tái đắc cử chức vụ Tỉnh trưởng tỉnh Hải Nam.
Tháng 8 năm 2011, La Bảo Minh được bổ nhiệm làm Bí thư Tỉnh ủy Hải Nam kế nhiệm ông Vệ Lưu Thành. Tháng 2 năm 2012, ông được bầu kiêm nhiệm chức vụ Chủ nhiệm Ủy ban Thường vụ Đại hội đại biểu nhân dân tỉnh Hải Nam. Ngày 14 tháng 11 năm 2012, tại phiên bế mạc của Đại hội Đảng Cộng sản Trung Quốc lần thứ 18, ông được bầu làm Ủy viên Ủy ban Trung ương Đảng Cộng sản Trung Quốc khóa XVIII. Ngày 1 tháng 4 năm 2017, La Bảo Minh được miễn nhiệm chức vụ Bí thư Tỉnh ủy Hải Nam.
Ngày 27 tháng 4 năm 2017, Hội nghị lần thứ 27 của Ủy ban Thường vụ Đại hội Đại biểu Nhân dân Toàn quốc Cộng hòa Nhân dân Trung Hoa khóa XII nhiệm kỳ 2013 đến năm 2018 đã biểu quyết thông qua bổ nhiệm La Bảo Minh làm Phó Chủ nhiệm Ủy ban Hoa kiều của Đại hội đại biểu Nhân dân toàn quốc (Quốc hội Trung Quốc). Ngày 19 tháng 3 năm 2018, Hội nghị lần thứ nhất của Đại hội đại biểu Nhân dân toàn quốc (Quốc hội Trung Quốc) khóa XIII nhiệm kỳ 2018 đến năm 2023 thông qua bổ nhiệm ông giữ chức vụ Phó Chủ nhiệm Ủy ban Hoa kiều của Quốc hội Trung Quốc.